# Central Coast Mariners
Central Coast Mariners is een Australische voetbalclub uit Gosford in de staat New South Wales. De club werd in 2004 opgericht en speelt in de A-League. Het thuisstadion van Central Coast Mariners is het Central Coast Stadium, dat een capaciteit van 20.059 plaatsen heeft. De clubkleuren van Central Coast Mariners zijn geel en donkerblauw.
In het eerste seizoen dat de A-League werd gespeeld haalde Central Coast Mariners gelijk de "Grand Final". Hierin werd echter met 1-0 verloren van Sydney FC. In het seizoen 2007/2008 won Central Coast Mariners de reguliere competitie. In de finale van de play-offs werd echter met 1-0 verloren van Newcastle United Jets. In het seizoen 2008/2009 eindigde Central Coast Mariners op de vierde plaats in de reguliere competitie. In de halve finale was Queensland Roar met 2-0 thuis en 1-2 uit te sterk.
In 2009 debuteerde de club in de AFC Champions League, waarbij de club in de groepsfase als laatste eindigde.
Na een trainerswissel en verschillende transfers, was er in het seizoen 2010/2011 meer succes. De club eindigde in zowel de A-League als in de Y-League als tweede.

## Erelijst
- A-League

2008
- Pre-Season Cup

2005
- AFC Champions League Two

2024

## Bekende (ex-)spelers
- John Aloisi
- Mustafa Amini
- Michael Beauchamp
- Jillian Loyden
- Bernie Ibini-Isei
- Marcel Seip
- Tony Vidmar
- Danny Vukovic
- Patrick Zwaanswijk
- Mathew Ryan
- Trent Sainsbury
- Wout Brama
- Usain Bolt
- Tom Hiariej